# Brevipalpus tarus
Brevipalpus tarus är en spindeldjursart som beskrevs av Gonzalez 1975. Brevipalpus tarus ingår i släktet Brevipalpus och familjen Tenuipalpidae. Inga underarter finns listade.